# 総肺静脈還流異常症
総肺静脈還流異常症（そうはいじょうみゃくかんりゅういじょうしよう、英語: total anomalous pulmonary venous return/connection/drainage, TAPVR / TAPVC / TAPVD）は、先天性心疾患の一つ。4本ある肺静脈のすべてが、本来なら左心房に還流すべきところを、右心房や大静脈に還流するというもので、新生児期よりチアノーゼを呈し、危急的治療が必要となることが多い。また、4本ある肺静脈の一部に還流部位の異常がある場合、これを部分肺静脈還流異常症（PAPVR）と称する。

## 病態
本症においては、体肺循環すべての血流が右心房に集まってしまうため、生存には、右心系と左心系の間に交通があることが必須の条件となる。
病態は、肺静脈の還流部位に基づいて、4つの病型に大別され、これをDarling分類と称する。またI型とII型では、左側に還流する型をA型、右側に還流する型をB型と、さらに細分類する。
I型（上心臓型）
上大静脈、無名静脈、奇静脈に還流する。IA型では胸部X線写真上、雪だるま型の心陰影を呈する。
II型（傍心臓型）
右心房、冠状静脈洞に還流する。
III型（下心臓型）
門脈、肝静脈、下大静脈に還流する。
IV型（混合型）
上記の3つの病型が混在する病型。
臨床像は、おおむね、心房間交通の大きさと、肺静脈の狭窄の有無によって左右される。肺静脈の狭窄が強いほど発症が早く（出生直後も多い）、肺静脈圧上昇に伴う肺鬱血と、これに対する血管収縮に伴う肺高血圧が混在することから、強いチアノーゼと呼吸困難を呈する。病型としてはIII型、次にI型が多い。一方、肺静脈の狭窄が軽い場合、新生児期ないし乳児期の肺血流の増加に伴って、体血流の減少による心不全症状で発症することが多く、病型としてはII型が多い。

## 所見
聴診
肺静脈の狭窄が高度の場合は、心音聴診上、I・II音が強く、III音を認める一方、心雑音はないか弱い。狭窄が軽度の場合は、心房中隔欠損（ASD）に準じた聴診所見となる。
心電図
心電図においては右軸偏位・右室肥大が認められることが多いが、非特異的である。
胸部X線写真
胸部X線写真上では、肺鬱血によるスリガラス状陰影を呈する。心陰影が雪だるま型を呈することは有名だが、これはおおむねDarling分類のIA型に限定される上に、新生児期・乳児期早期以前（生後2ヶ月未満）の例でははっきりしない。
心臓超音波検査
確定診断と肺静脈の還流部位の特定が可能となる。右心系の血流増加に伴う容量負荷により、右心室圧（RVP）の上昇と右心室・右心房の拡大が認められるが、肺静脈の狭窄が高度の場合は心腔の拡大は軽度で、心室中隔が左室側に湾曲することが多い。
肺静脈造影検査
肺静脈の還流部位の特定が可能となる。
心臓カテーテル検査
肺静脈の還流部位において酸素飽和度の上昇が認められ、全ての心腔と大血管内においてほぼ同じ値となる。
ただし、肺静脈造影検査と心臓カテーテル検査は侵襲性が高く、患児の状態を悪化させる懸念があるため、通常は行われない。

## 治療
本症においては、可及的速やかな外科的治療が必要となり、内科的治療はあくまで術前管理としての性格が強い。
内科的治療としては、肺静脈圧上昇に伴う肺鬱血の軽減には、呼気終末陽圧換気（PEEP）を加えた人工呼吸器管理と、利尿薬による水分出納管理が重要であるが、いずれも管理を誤ると容易に循環虚脱を招くため、慎重な管理が求められる。酸素吸入は、肺血管抵抗を低減させるために肺血流増加を助長することから、原則としては禁忌であるが、肺静脈の狭窄が高度でチアノーゼが強い場合は、救命的に酸素吸入が行なわれうる。体血流確保のためには、ドーパミン（交感神経α受容体作動作用）やドブタミン（強心作用）が用いられる。また上述のとおり、右心系と左心系の間に交通があることが生存の必要条件となるため、動脈管や卵円孔が閉鎖してしまって交通が断たれている場合、動脈管開存のためにプロスタグランジン製剤が用いられたり、卵円孔開存のためにカテーテルによるバルーン心房中隔裂開術（BAS）が行なわれることもある。
外科的治療としては、肺静脈を左房に吻合し、心房中隔欠損や異常血管を閉鎖する根治術が行なわれる。ただし長期的な合併症として、洞機能不全症候群などの心房性不整脈が生じる危険がある。
術後管理においては、術後早期には遷延性肺高血圧の治療、長期的には肺静脈・左房の吻合部や肺静脈の狭窄出現への注意が必要となる。肺静脈・左房の吻合部の狭窄は再手術により修復可能なものも多いが、肺静脈の狭窄は治療困難で予後不良なものが多い。